# Yantaromyrmex
Yantaromyrmex es un género extinto de hormigas descrito por primera vez en 2013. Los miembros de este género pertenecen a la subfamilia Dolichoderinae de la familia Formicidae, conocidos por fósiles del Eoceno medio al Oligoceno temprano encontrados en Europa. El género contiene actualmente cinco especies descritas: Y. constrictus, Y. geinitzi, Y. intermedius, Y. mayrianum y Y. samlandicus. Los primeros especímenes fueron recolectados en 1868 y estudiados por el entomólogo austríaco Gustav Mayr, quien originalmente clasificó los fósiles en otros géneros de hormigas hasta que fueron revisados y colocados en su propio género. Estas hormigas son pequeñas, midiendo entre 4 a 6 mm (0,4 a 0,6 cm) de longitud y se caracterizan por sus cápsulas cefálicas de forma trapezoidal y ojos compuestos ovalados ubicados ligeramente hacia la parte trasera del punto medio de las cápsulas, sin ocelos conocidos.

## Distribución
Los individuos de las especies de Yantaromyrmex se han encontrado como inclusiones en cuatro depósitos de ámbar diferentes del Eoceno medio al Oligoceno temprano en Europa. El ámbar báltico tiene aproximadamente 46 millones de años, habiendo sido depositado durante la etapa lutetiano del Eoceno medio. Hay debate sobre qué familia de plantas produjo el ámbar, con evidencia que sugiere que son parientes de Agathis o Pseudolarix. El ámbar de Rovno, recuperado de depósitos en la región de Rivne en Ucrania, es ligeramente más joven, datado del bartoniano al priaboniano del Eoceno tardío. El ámbar de Bitterfeld se recupera de depósitos de carbón en el área de Sajonia en Alemania, y la datación de los depósitos es incierta. Bitterfeld representa una sección del mar de Paratetis del Eoceno, y se cree que el ámbar recuperado de la región fue redepositado de sedimentos más antiguos. El registro fósil de insectos de Bitterfeld y del ámbar báltico es muy similar, con varias especies compartidas, y esta similitud se destaca en las sugerencias de una fuente única para el paleo-bosque que produjo el ámbar. Los depósitos de ámbar en la costa danesa, a menudo referidos como ámbar escandinavo, tienen una edad similar a los otros tres ámbares europeos; sin embargo, un estudio de la fauna de hormigas publicado en 2009 indica que el ámbar escandinavo tiene una comunidad de hormigas bastante distinta. Y. constrictus y Y. geinitzi se han identificado en los cuatro ámbares europeos, mientras que Y. samlandicus se ha descrito a partir de fósiles de ámbar báltico, Bitterfeld y Rovno. Y. intermedius y Y. mayrianum son conocidos solo por unos pocos fósiles, Y. intermedius de un solo fósil de ámbar de Bitterfeld, mientras que Y. mayrianum se conoce de un fósil de ámbar báltico y uno de Rovno.

## Historia y clasificación

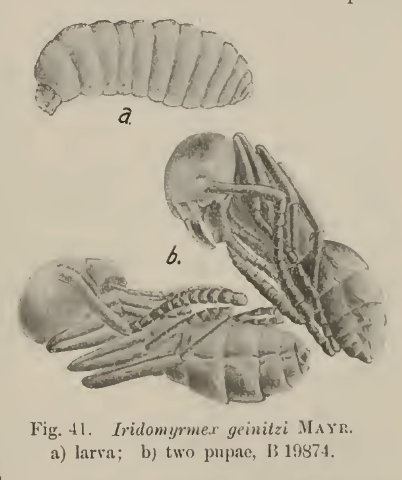
Larva y pupa de Y. geinitzi, ilustradas por William Morton Wheeler

Los especímenes tipo de Y. geinitzi y Y. constrictus fueron recolectados en 1868 y formaban parte de la colección de ámbar de la Universidad de Königsberg. Los fósiles fueron estudiados inicialmente por el entomólogo austríaco Gustav Mayr, quien colocó las dos especies en el género Hypoclinea, ahora considerado un sinónimo menor del género viviente Dolichoderus. Las descripciones tipo de Mayr de 1868 de las nuevas especies fueron publicadas en la revista Beiträge zur Naturkunde Preussens. Todos los sintipos de Y. samlandicus fueron recolectados para 1915, y los primeros 73 descritos formaban parte de la colección de ámbar de la Universidad de Königsberg. Estos fósiles fueron estudiados por primera vez por el entomólogo estadounidense William Morton Wheeler, cuya descripción tipo de "Iridomyrmex" samlandica fue publicada en la revista Schriften der Physikalisch-Ökonomischen Gesellschaft zu Königsberg. Tanto Y. geinitzi como Y. constrictus fueron trasladados de Hypoclinea al género relacionado más pequeño Bothriomyrmex en 1873 por Dalla Torre. En su artículo de 1915 The ants of Baltic Amber, Wheeler sugirió que ambas especies y la recién nombrada "I." samlandica estarían mejor ubicadas en el género Iridomyrmex y señaló que Y. geinitzi era una de las especies de hormigas más abundantes en el ámbar báltico que había estudiado.
Wheeler basó la colocación en la estructura de los palpos labiales y maxilares. Esta ubicación no fue cuestionada hasta que el género fue revisado, redefinido y dividido en 1992 por Steven Shattuck. En su revisión, Iridomyrmex se dividió en un grupo de géneros más restringido, mientras que las otras especies que no coincidían con la definición de ese género fueron trasladadas a otros géneros. En ese momento, Shattuck mantuvo provisionalmente Y. geinitzi en Iridomyrmex citando la falta de especímenes para estudiar, mientras que tanto Y. constrictus como Y. samlandicus fueron trasladados al género Anonychomyrma. La ubicación de Y. geinitzi se mantuvo hasta 2011, cuando Shattuck y Brian Heterick revisaron nuevamente Iridomyrmex. Con más fósiles para estudiar y basándose en varios caracteres, Y. geinitzi también fue trasladado a Anonychomyrma. Las tres especies fueron revisadas nuevamente en 2013. Las especies fueron examinadas por los entomólogos rusos G.M. Dlussky y D.A. Dubovikoff, quienes concluyeron que las tres especies, junto con dos especies no nombradas, eran distintas de Anonychomyrma e Iridomyrmex. Basándose en las diferencias que notaron, Dlussky y Dubovikoff erigieron el nuevo género Yantaromyrmex en 2013 para estas hormigas y describieron dos nuevas especies, Y. intermedius y Y. mayrianum. El nombre es una combinación de la palabra rusa янтарь, traducida como yantar, que significa «ámbar», y la palabra griega μυρμήγκα, que significa «hormiga». Notaron que el nombre de la nueva especie intermedius deriva de la palabra latina del mismo nombre, que significa «intermedio». Eligieron el nombre mayrianum para honrar a Gustav Mayr por su trabajo como mirmecólogo.

## Descripción
El género se caracteriza por obreros con cápsulas cefálicas de forma trapezoidal, que se estrechan en la parte frontal y se ensanchan hacia la parte trasera de la cápsula. Los ojos compuestos ovalados están generalmente ubicados ligeramente hacia la parte trasera del punto medio de la cápsula, y carecen completamente de ocelos. Las mandíbulas tienen varios dientes a lo largo del margen masticatorio (el área media de las mandíbulas) y una forma general triangular. El gáster tiene un primer terguito plano que no cubre el peciolo, un cuarto esternito abdominal plano.

### Y. constrictus

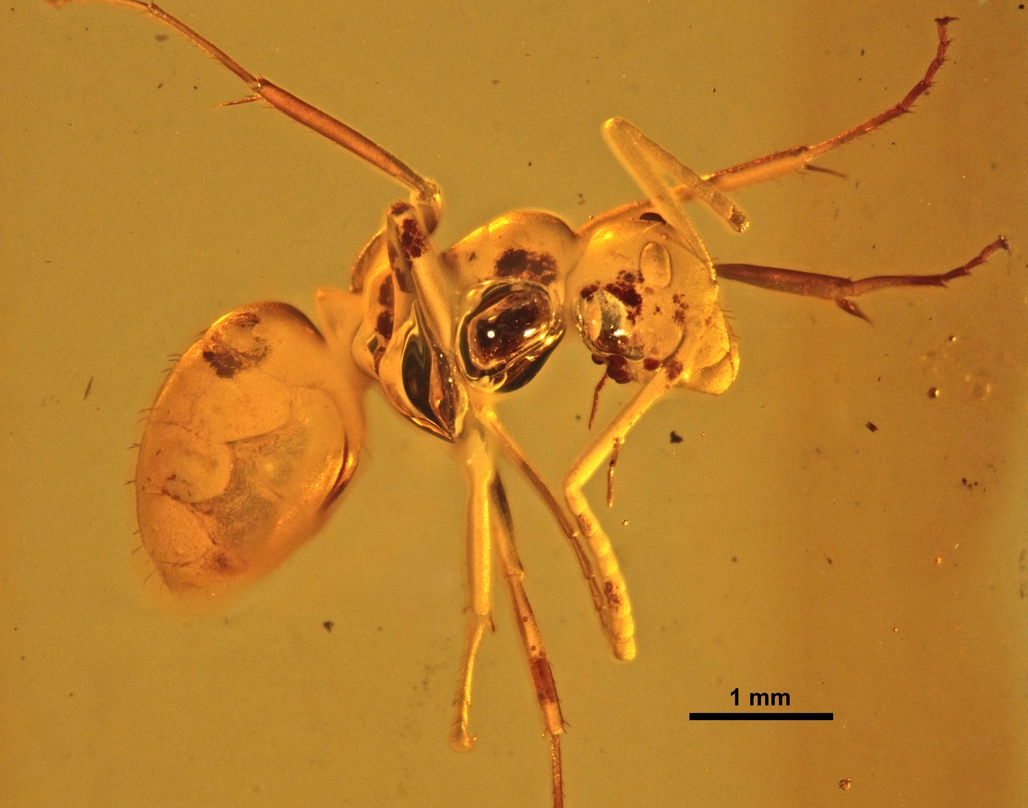
Obrero de Y. constrictus

En general, Y. constrictus puede distinguirse de la especie congenérica Y. geinitzi de varias maneras. Los individuos de Y. geinitzi son en general más gráciles en forma, con un mesonoto menos constreñido y el mesosoma tiene una apariencia menos convexa. Los especímenes de Y. constrictus tienen palpos maxilares (órganos sensoriales) de seis articulaciones, palpos labiales de cuatro articulaciones y un cuerpo abundantemente velloso. Las antenas tienen un escapo (el primer segmento de la antena) que apenas pasa el borde trasero de la cápsula cefálica tanto en obreros hembras como en ergatomorfos (machos). Los ergatomorfos tienen ojos compuestos más grandes y redondeados que los obreros, y las antenas son en general más largas que en los obreros. Tanto machos como obreros tienen un gáster de cinco segmentos y los machos se distinguen por los estípites ligeramente sobresalientes (el segundo segmento de la maxila) en la punta del segmento cinco.

### Y. geinitzi
En general, Y. geinitzi puede distinguirse de la especie relacionada de ámbar báltico Y. constrictus de varias maneras. Los individuos de Y. geinitzi son en general más gráciles en forma, con un mesonoto menos constreñido y el mesosoma tiene una apariencia menos convexa. Los especímenes de Y. geinitzi tienen palpos maxilares de seis articulaciones, palpos labiales de cuatro articulaciones, y el borde clipeal está sinuosamente indentado en el medio. Las pupas que Wheeler refirió a la especie se destacan por no tener capullo, a diferencia de las larvas modernas de algunas subfamilias de hormigas que tejen un capullo para pupar. Los ojos de Y. geinitzi están ubicados más hacia el frente y los lados de la cápsula cefálica que en las especies de Iridomyrmex. Debido a la forma de Y. geinitzi, la especie podría haber sido un herpetobionte (un habitante de la superficie del suelo), pero los científicos sugieren que estas hormigas habitaban árboles, viviendo dentro de epifitas y material vegetal muerto (como ramas).

### Y. intermedius
El único espécimen de Y. intermedius mide 4,5 milímetros (0,5 cm) y tiene varias grietas a su alrededor, y áreas de recubrimientos blancos de «moho». La muesca detrás del propodeo (el primer segmento abdominal) es profunda, la conexión entre el segmento y el tórax es ancha y está cubierta de arrugas del exoesqueleto. El propodeo tiene una apariencia angular con una esquina redondeada cuando se ve desde el lado. Esto separa a la especie de Y. geinitzi y Y. mayrianum. Las patas de Y. intermedius están generalmente libres de pelos, mientras que el mesosoma y la cabeza tienen solo unos pocos pelos dispersos en la superficie superior. Esto es diferente a Y. constrictus, mucho más velloso, que siempre tiene numerosos pelos erectos en el cuerpo y las patas. El propodeo cónico alto y el escapo que no se extiende hasta el borde de la cápsula cefálica aíslan a Y. intermedius de Y. samlandicus. La antena derecha del espécimen tipo está preservada con la cabeza de una hormiga obrera Ctenobethylus goepperti sujeta cerca de la punta, y parece que ambas habían luchado justo antes de ser atrapadas.

### Y. mayrianum

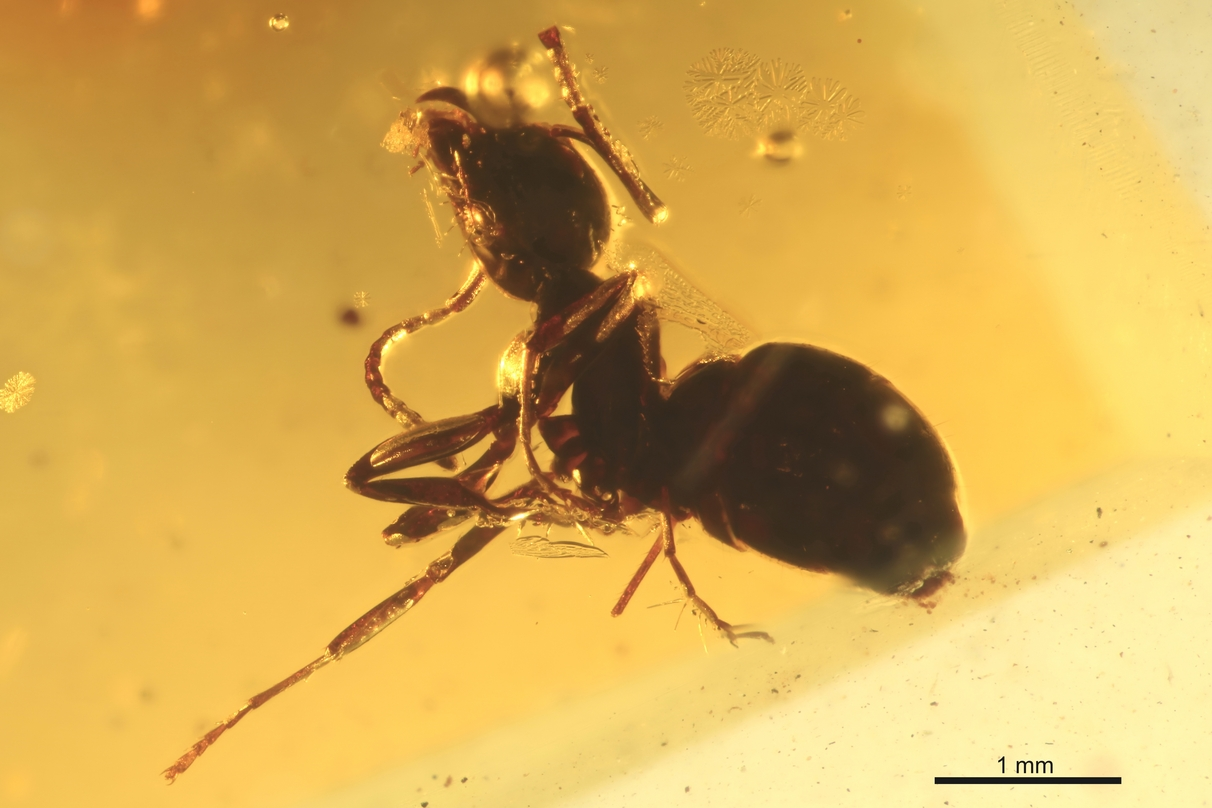
Obrero de Y. samlandicus

Los obreros de Y. mayrianum varían en longitud de aproximadamente 4 a 5 mm (0,4 a 0,5 cm) y se parecen mucho a los obreros de Y. geinitzi. En ambas especies, la muesca detrás del primer segmento abdominal es más ancha y menos profunda que en Y. constrictus, Y. samlandicus y Y. intermedius. Además, a diferencia de las otras tres especies, la superficie del primer segmento abdominal es lisa y sin esculturas. Y. mayrianum puede distinguirse de Y. geinitzi por la cantidad de pelos encontrados en el cuerpo de los obreros. En Y. mayrianum hay un abundante pelo erecto que cubre todo el cuerpo, en la parte inferior de la cápsula cefálica y a lo largo de los márgenes de los ojos y las partes inferiores de las patas. En contraste, los obreros de Y. geinitzi tienen márgenes de ojos y patas lisas, y una dispersión escasa de pelos en el mesosoma, los últimos segmentos del abdomen y a lo largo de la parte superior de la cabeza.

### Y. samlandicus
Los especímenes de Y. samlandicus tienen palpos maxilares de seis articulaciones, palpos labiales de cuatro articulaciones y una longitud corporal total entre 5,5-6 milímetros (0,6-0,6 cm). Las antenas tienen doce segmentos cada una y un escapo que se curva en la base. El tórax es más estrecho en perfil que la cápsula cefálica, alcanzando su mayor anchura en el pronoto ancho y aplanado. El peciolo es notablemente ancho y corto, con un nodo alto que tiene un punto redondeado en la parte superior. Los especímenes de Y. samlandicus tienen puntuaciones finas a gruesas (pequeñas manchas) en la cabeza y el tórax y una coloración general negra, aunque algunos especímenes tienen un tono rojizo en las patas o antenas.